# جيك بيل
جيك بيل (بالإنجليزية: Jake Bell)‏ هو كاتب أمريكي، ولد في 7 نوفمبر 1974 في توليدو في الولايات المتحدة.